# Mosarz
Mosarz (biał. Мосар) – wieś na Białorusi, położona w obwodzie witebskim, w rejonie głębockim, w sielsowiecie Udział, nad rzeką Marchwą. Miejscowość zamieszkuje 348 mieszkańców (2009). Dawne miasteczko.
Miasto magnackie położone było w końcu XVIII wieku w powiecie oszmiańskim województwa wileńskiego.

## Historia
Wieś Mosarz wzmiankowana w 1514 roku. We wsi znajduje się kościół pw św. Anny ufundowany w 1792 roku przez kasztelana połockiego hrabiego Roberta Brzostowskiego i jego małżonkę Annę z Platerów. W kościele znajdują się relikwie św. Justyna, a kościół otwarty jest nieprzerwanie od czasu budowy. Wokół kościoła park w stylu japońskim.
W dwudziestoleciu międzywojennym majątek i wieś leżały w Polsce, w województwie wileńskim, w powiecie duniłowickim (od 1926 postawskim), w gminie Łuck (od 1927 gmina Kozłowszczyzna).
Według Powszechnego Spisu Ludności z 1921 roku zamieszkiwało:
- wieś  – 328 osób, 326 było wyznania rzymskokatolickiego, 1 prawosławnego a 1 ewangelickiego. Jednocześnie 248 mieszkańców zadeklarowało polską przynależność narodową, 79 białoruską a 1 inną. Było tu 79 budynków mieszkalnych[5]. W 1931 w 67 domach zamieszkiwało 320 osób[6].
- majątek  – 97 osób, 86 było wyznania rzymskokatolickiego, 11 prawosławnego. Jednocześnie 67 mieszkańców zadeklarowało polską przynależność narodową, 30 białoruską. Było tu 9 budynków mieszkalnych[5]. W 1931 w 9 domach zamieszkiwało 115 osób[6].

Miejscowość należała do miejscowej parafii rzymskokatolickiej i prawosławnej. Podlegała pod Sąd Grodzki w Duniłowiczach i Okręgowy w Wilnie; mieścił się tu urząd pocztowy, który obsługiwał znaczną część gminy Kozłowszczyzna.
W 1938 roku miejscowość należała do gromady Mosarz gminy Kozłowszczyzna.
Po agresji ZSRR na Polskę w 1939 roku wieś znalazła się pod okupacją sowiecką, w granicach BSRR. W latach 1941–1944 była pod okupacją niemiecką. Następnie leżała w BSRR. Od 1991 roku w Republice Białorusi.
W 1739 urodził się tutaj Paweł Ksawery Brzostowski – polski ksiądz rzymskokatolicki, pisarz wielki litewski, duchowny referendarz wielki litewski, kanonik wileński, publicysta i tłumacz.
W Mosarzu znajduje się szkoła wybudowana w dwudziestoleciu międzywojennym w stylu zakopiańskim.

## Pałac Brzostowskich

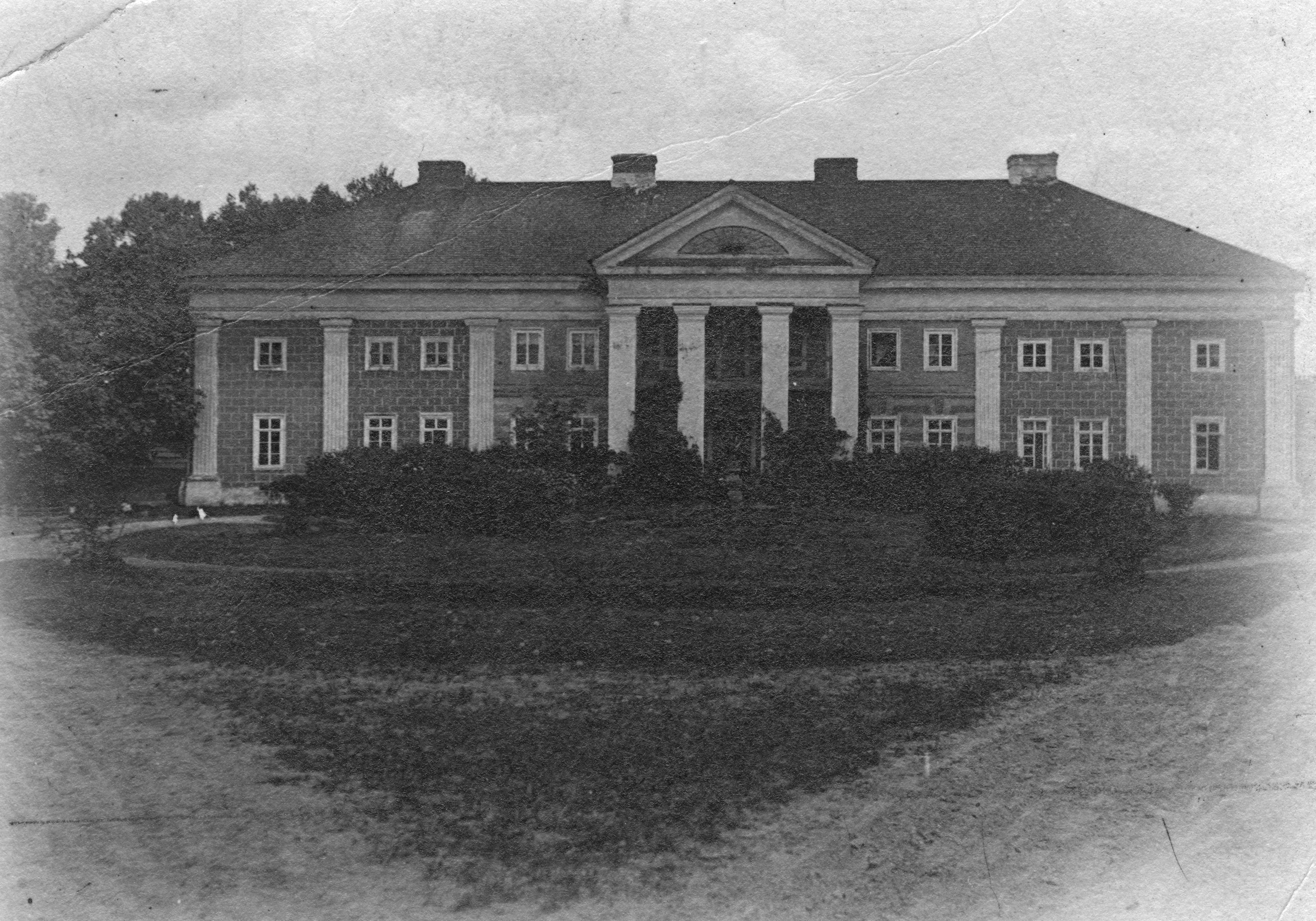
Pałac Brzostowskich w Mosarzu

We wsi znajduje się także folwark Piłsudskich. Pałac Brzostowskich, zbudowany w XVIII wieku w miejscu wcześniejszego, nie zachował się do naszych czasów.